# Friedingen (Singen)

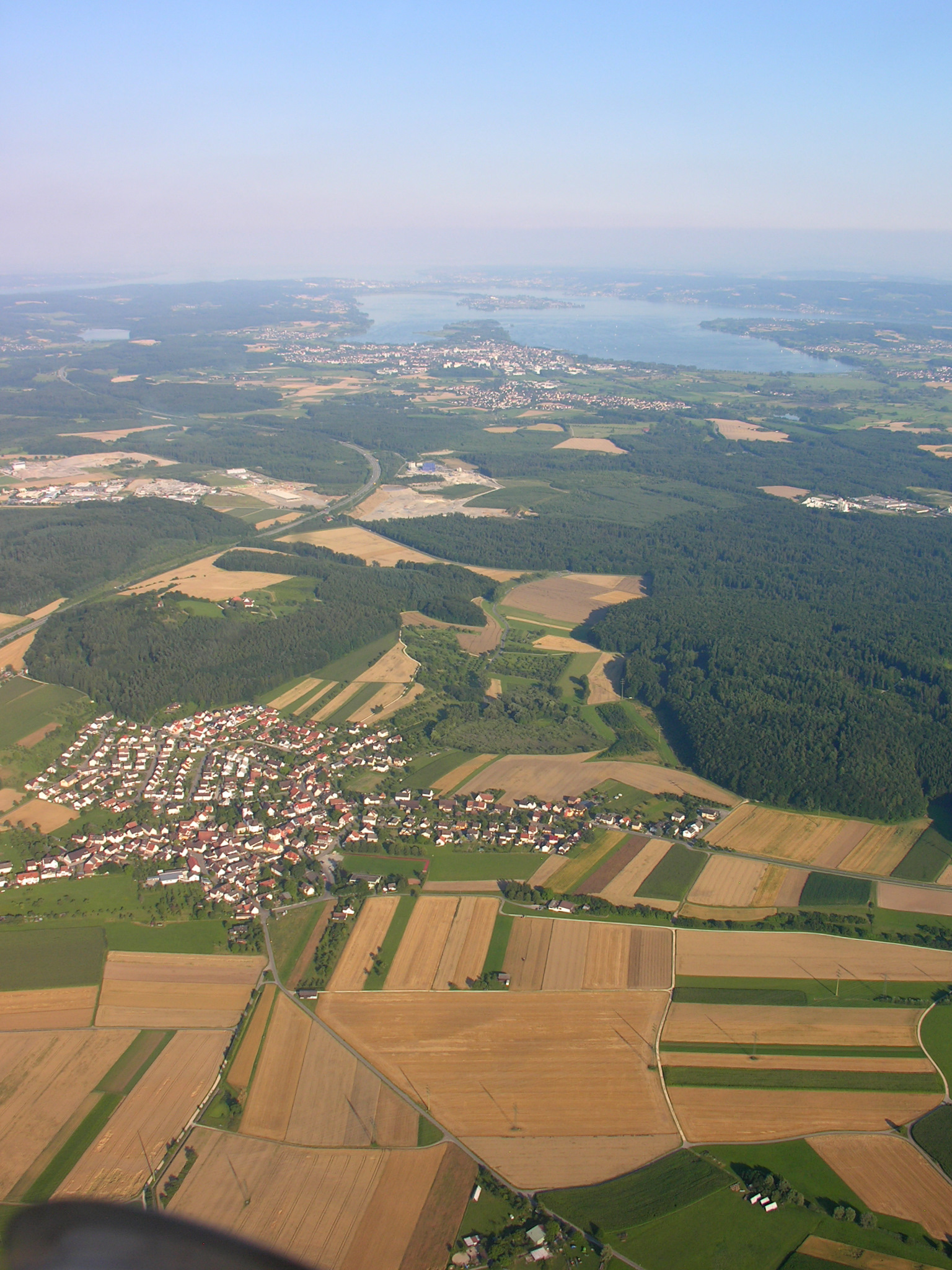
Luftbild von Friedingen mit dem Untersee im Hintergrund

Friedingen liegt nordwestlich des Untersees, einem Teil des Bodensees, im mittleren Hegau in der Mitte des Landkreises Konstanz in Baden-Württemberg und ist seit 1971 ein Stadtteil von Singen (Hohentwiel). Friedingen liegt 448 m ü. NHN, verfügt über eine Gemarkungsfläche von 990 Hektar und hat 1.527 Einwohner (31. Dez. 2023). Daraus ergibt sich eine Bevölkerungsdichte von 154,24 Einwohnern je km².

## Geographie

### Geographische Lage
Friedingen erstreckt sich auf einer eiszeitlichen Schotterterrasse über der feuchten Niederung der Radolfzeller Aach. Der Siedlungskörper reicht von den steilen Hängen des Buchbergs 497,2 m ü. NHN im Westen, am Egelsee entlang, bis zum Friedinger Schlossberg 547,2 m ü. NHN im Osten, der, als weithin sichtbaren Wahrzeichen, die höchste Erhebung der Gemarkung Friedingen darstellt. Im Nordwesten hat Friedingen Anteil an der nördlichen, im Südosten an der südlichen Hegauniederung, auch Singener Kiesfeld genannt, die beide, voneinander abgetrennt durch die Bergkette von Buchberg, Friedinger Schlossberg, Jöhlisberg und Fronholz, den westlichen Teil des Bodenseebeckens bilden. Der tiefste Punkt im nördlichen Becken der Gemarkung Friedingen liegt im Naturschutzgebiet Hausener Aachried mit einer Höhe von ca. 430 m ü. NHN. Der tiefste Punkt im südlichen Becken und damit tiefster Punkt Friedingens liegt am Ufer des 2009 begonnenen Baggersees und liegt, je nach Wasserstand im Friedinger See, bei etwa 417 m ü. NHN.

### Klima
Das Klima in Friedingen ist mild. Die etwas erhöhte Terrassenlage bewirkt in Strahlungsnächten den Abfluss kalter Luft, was zu einer geringeren Abkühlung führt, zur Senke des Egelsees und zum Aachtal hin. Dies wird im letzteren in Form von bodennahem Nebel, der teilweise von höheren Bäumen und Sträuchern überragt wird, deutlich.
Frischluft gelangt aus den ausgedehnten Waldgebieten, die sich um den Friedinger Schlossberg und den Buchberg, der diesen Namen zurecht trägt, direkt am Ortsrand erstrecken und damit auch optimal der Naherholung dienen, in den Ort.
Friedingen weist mit 728 Liter pro m² die geringste durchschnittliche Jahresniederschlagsmenge im Hegau auf.

### Gewässer
Der Hauptfluss im Hegau ist die Radolfzeller Aach. Ab der Brücke am Ortseingang von Beuren an der Aach, die gleichzeitig den nördlichsten Punkt der Gemarkung bildet, hat Friedingen auf einer Länge von rund 2200 m Anteil an ihr. Daneben entwässern einige kleinere Bäche, wie Fallenwiesengraben, Krautländergraben oder Rebmannsweihergraben u. a., in Richtung Nordwesten und Westen zur Aach hin, wobei der Dauchenbergkanal, der künstlich zur Bewässerung des Dauchenberges angelegt wurde und annähernd parallel zur Aach verläuft, sein Wasser fast komplett aus der Aach bezieht.
Der Egelsee ist ein stark verlandetes Toteisloch, das noch einige offene Tümpel aufweist. Der Litzelsee hat sich zu früheren Zeiten nach Starkregen oder Schneeschmelze mit Wasser gefüllt. Zwei Fischweiher von beachtlicher Größe, wie sie auch heute noch in Oberschwaben anzutreffen sind, wurden abgelassen und werden durch den Krautländergraben und den Rebmannsweihergraben durchflossen und entwässert. Von diesen Fischenzen, die einst zur Burg gehörten, sind die Weiherdämme noch vorhanden. Gleichzeitig entsteht durch Kiesabbau seit 2009 im Südosten der Gemarkung ein neuer See, der Friedinger See, der einmal der zweitgrößte im Landkreis und der viertgrößte in Baden-Württemberg sein wird. Der größte Schwimmbagger in Deutschland sorgt in Phase 1 (bis 31. Dezember 2024) für eine Tiefe 60 m und eine Fläche von 20,6 ha. Im Endausbau soll dieser See einmal 112 ha groß werden.

### Nachbargemeinden und Nachbarorte
Folgende Gemeinde und Singener Stadtteile grenzen an Friedingen: Steißlingen im Nordosten, Überlingen am Ried im Südosten, Singen am Hohentwiel im Südwesten, Hausen an der Aach im Nordwesten und Beuren an der Aach im Norden (alle Landkreis Konstanz).

### Ortsgliederung
Friedingen besteht aus dem Ort selbst und aus den folgenden fünf Wohnplätzen:
- Burg Hohenfriedingen, auf dem Friedinger Schlossberg.
- Leprosenhaus, steht seit 1720 am nördlichen Hangfuß des Friedinger Schlossberg. Das alte Leprosenhaus soll bei der Sebastianskapelle gestanden haben und wurde 1623 im Testament des Hans Werner von Reischach zu Hohenstoffeln und Homboll erwähnt.[7]
- Neuhaus, an der Kreisstraße K6164 zwischen Steißlingen und Singen am Hohentwiel, ein ehemaliges Forsthaus.
- Riedmühle, direkt an der Radolfzeller Aach gelegen, wurde bereits 1240[8] urkundlich erwähnt und beherbergt heute einen Pferdehof.
- Schlosshof, auf dem Friedinger Schlossberg.

Eine Ziegelhütte, die sich etwa 400 m nordwestlich des Neuhauses am Waldrand befand, wurde 1559 genannt und um 1850 abgebrochen.
Auf der Gemarkung Friedingen befinden sich außerdem die beiden abgegangenen Ortschaften Dirishofen und Hondorf, das an der vorgeschichtlichen Wegverbindung, zwischen Eschenz und Laiz, liegt.

## Geschichte
Zu Zeiten der Römer führte eine Römerstraße entlang der rätischen Westgrenze, die rätische Grenzstraße, von Eschenz über Stein am Rhein, Rielasingen nach Friedingen und weiter über Wiechs und Orsingen nach Laiz. Diese Straße war kein neuer Verbindungsweg, vielmehr folgte er dem Verlauf eines Handelsweges aus der Hallstatt-La-Tène-Zeit, die an Gruppen von Grabhügeln aus der Hallstattzeit vorbeiführten. Im Wald südwestlich Friedingen sind über 50 dieser Grabhügel mit bis zu einer Höhe von 1,5 m zu finden. 1877 fand man im Gewann „Römerziel“ einen Ziegel mit dem Stempel der Legion XI, der sich 1911 im Rosgartenmuseum in Konstanz befunden haben soll. In der Mitte des 5. Jahrhunderts beginnt nun die friedliche Ansiedlung der Alemannen, deren ältesten Orte im Hegau alle auf “-ingen” enden, und die Angehörigen des Fridos lassen sich auf der Terrasse vor dem Friedinger Schlossberg nieder. Seit dem Ende des 7. Jahrhunderts wird damit begonnen, die großen Freiräume zwischen den „ingen-Orten“, so auch das Gebiet um die Urgemarkung Friedingen, mit den auf “-hausen”, “-hofen” und “-beuren” endenden Orten zu füllen. Von Friedingen aus wird im 9. Jahrhundert, als so genannte Binnenkolonisation, beispielsweise Beuren an der Aach gegründet. Um 1931 stieß man auf ein merowingerzeitliches Grab. 1952 und 1982 wurden weitere Gräber gefunden. Bei der letzten Entdeckung in der Schlossbergstraße kam eine Franziska, die ins 6. Jahrhundert datiert wurde, die erste ihrer Art im Hegau gefundene, zu Tage. Diese Grabfunde wurden als Gräberfeld gedeutet, dessen frühmittelalterliche Siedlung etwas weiter westlich, an einem kleinen Bach, der zur Radolfzeller Aach hin entwässert, gelegen haben soll. Außerdem befinden sich am Buchberg und an den Ufern des Egelsees Gruben von Siedlungsplätzen, deren Alter noch nicht bestimmt werden konnte. Friedingen, 1809 Friedingen an der Aach genannt, wurde 1090 als in villa, que dicitur Fridinga, in pago Hegouva erstmals urkundlich erwähnt. Friedingen gehörte lange Zeit zur Landgrafschaft Nellenburg und damit zu Österreich. Am 2. Juni 1806 fiel Friedingen an Württemberg und nach dem Grenzvertrag zwischen Württemberg und Baden schließlich am 2. Oktober 1810 an das Großherzogtum Baden. Am 1. Dezember 1971 wurde Friedingen im Zuge der Gebietsreform in Baden-Württemberg zusammen mit anderen Gemeinden, die zuvor selbständig waren, als sowohl nach Fläche als auch nach Einwohnern größter Stadtteil in die Stadt Singen eingemeindet.

### Einwohnerentwicklung

Einwohnerentwicklung von 1800 bis 2017 nach nebenstehender Tabelle

Die folgenden Tabellen zeigen die Einwohnerentwicklung von Friedingen von 1800 bis 1994 und von 2002 bis heute. Die Zahlen stammen bis 1994 aus verschiedenen Quellen, die unter Literatur angegeben sind. Ab 2002 handelt es sich um die Einwohnerstatistik der Stadt Singen.
| Jahr      | 1800 | 1809 | 1820 | 1836 | 1850 | 1871 | 1880 | 1900 | 1910 | 1933 | 1950 | 1961 | 1970 | 1973 | 1989 | 1994 |
| --------- | ---- | ---- | ---- | ---- | ---- | ---- | ---- | ---- | ---- | ---- | ---- | ---- | ---- | ---- | ---- | ---- |
| Einwohner | 306  | 366  | 377  | 480  | 535  | 533  | 503  | 490  | 500  | 564  | 687  | 963  | 989  | 1198 | 1233 | 1333 |

| Jahr                        | 2002 | 2003 | 2004 | 2005 | 2006 | 2007 | 2008 | 2009 | 2010 | 2011 | 2012 | 2013 | 2014 | 2015 | 2016 | 2017 | 2018 | 2019 | 2020 | 2021 | 2022 | 2023 |
| --------------------------- | ---- | ---- | ---- | ---- | ---- | ---- | ---- | ---- | ---- | ---- | ---- | ---- | ---- | ---- | ---- | ---- | ---- | ---- | ---- | ---- | ---- | ---- |
| Einwohnerzahl (am 31. Dez.) | 1366 | 1395 | 1391 | 1394 | 1415 | 1419 | 1426 | 1423 | 1431 | 1414 | 1435 | 1449 | 1436 | 1454 | 1466 | 1471 | 1475 | 1502 | 1502 | 1513 | 1539 | 1527 |

Die Einwohnerzahl steigt langsamer als es für einen Ort mit vergleichbarer Attraktivität, aufgrund der guten Infrastruktur, der günstigen Lage und der traumhaften Landschaft, die den Ort umgibt, üblich wäre. Dies liegt vor allem am seit Jahrzehnten anhaltenden Mangel an auf dem Markt verfügbaren freien Bauplätzen, hervorgerufen durch die Stadt Singen, die hier Neubaugebiete verhindert und in anderen Ortsteilen vorzieht, und durch Grundstückseigentümer, die ihre Grundstücke nicht zur Bebauung zur Verfügung stellen. Viele Bauherren, die eigentlich in Friedingen leben wollten, mussten zwangsweise auf Nachbarorte und Nachbargemeinden auszuweichen, obwohl die Stadt Singen eigentlich wachsen möchte. Dennoch kann langfristig eine steigende Einwohnerzahl verzeichnet werden, obwohl es in den letzten Jahren keine Siedlungserweiterungen gab, im Gegensatz zu anderen Orten, die über ausgedehnte Neubaugebiete verfügen und kurioserweise trotzdem schrumpfen. Zuletzt wurde das sehr kleine Wohngebiet „Unterm Einsatz 2“, das etwa 1,5 ha umfasst und seit Jahren komplett bebaut ist, Ende des letzten Jahrtausends erschlossen.
In den 1970er Jahren sah die Planung noch ganz anders aus. Damals sollten in dem der Kernstadt am nächsten gelegenen Stadtteil 10.000 Bürger leben. Genügend Platz wäre sicher vorhanden, dennoch ist es glücklicherweise nicht so weit gekommen. So konnte Friedingen seinen ländlichen Charakter und seinen Charme bewahren.

### Familiengeschichte
Die Friedinger Familiengeschichte wurde von Franz Werkmeister für die Zeit von 1650 bis 1950 auf der Grundlage der Kirchenbücher der Pfarrei St. Leodegar erforscht und aufbereitet. Ergebnisse aus diesen Nachforschungen berichtete er am 23. November 1990 in einem Festvortrag in der Schlossberghalle anlässlich der 900-Jahr-Feier von Friedingen. Die gesamten Ergebnisse wurden im Jahrbuch 63/2006 des Hegau-Geschichtsvereins Singen / Hohentwiel veröffentlicht. Die Untersuchungen der genealogischen und soziologischen Verhältnisse der Einwohner von Friedingen basieren auf 4476 Geburten, 895 Vermählungen und 2861 Sterbefällen im Zeitraum von rund 300 Jahren. Hierbei handelt es sich um 45 Geschlechter, die über mindestens zwei Generationen in Friedingen ansässig waren. Auf der Grundlage dieses Datenmaterials ist es möglich, die Ahnentafel und Verwandtschaftsverhältnisse der Friedinger Familien vollständig zusammenzustellen.

## Politik

### Ortsvorsteher
Florian Neurohr ist seit 2024 Ortsvorsteher von Friedingen.

### Wappen

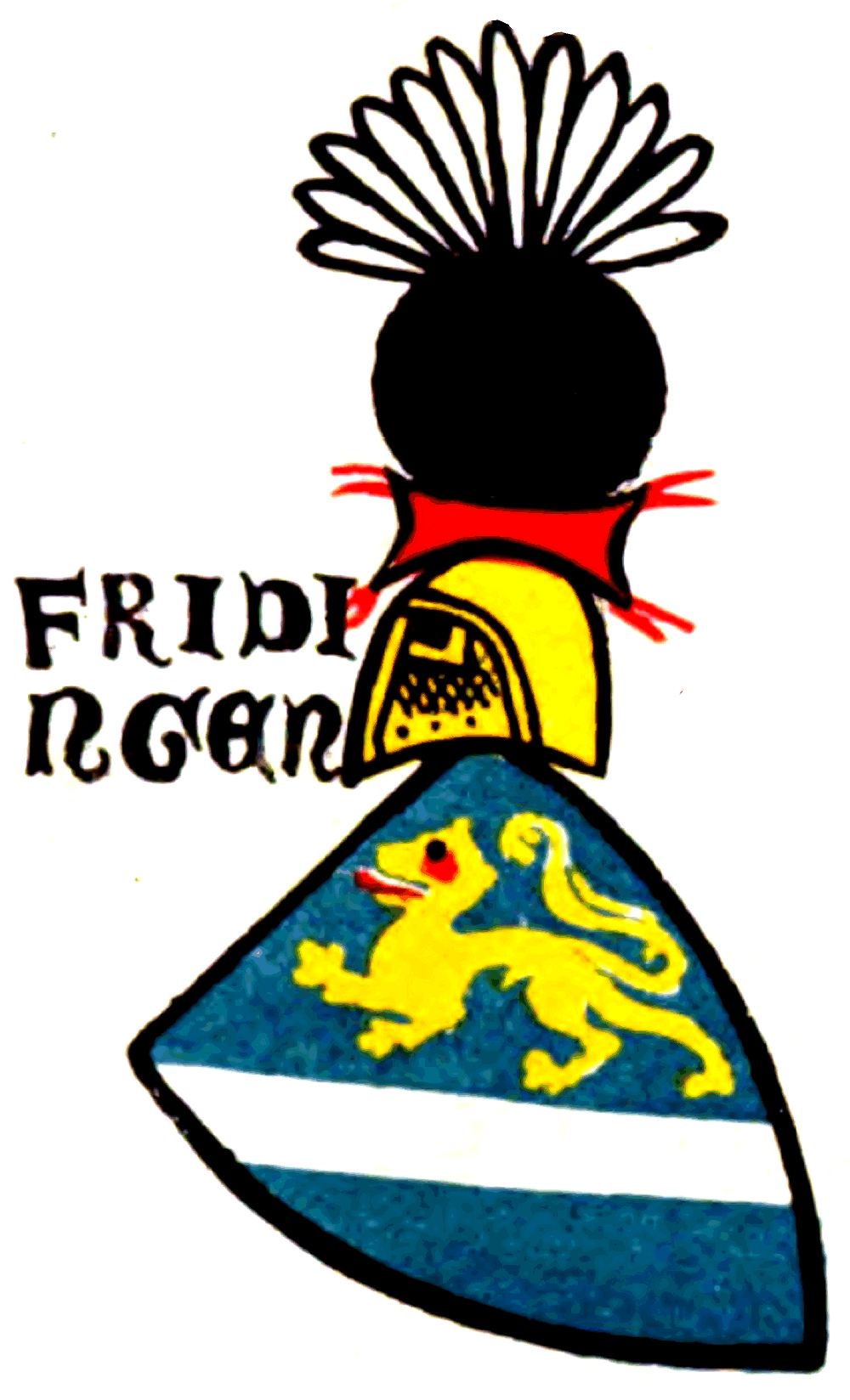
Wappen der Herren von Friedingen, Zürcher Wappenrolle, ca. 1340

Das Wappen zeigt einen goldenen Löwen mit roter Zunge, der auf einem silbernen, erniedrigten Schrägrechtsbalken schreitet, auf blauem Grund. Dieses Wappen diente seit 1904 als Gemeindewappen und war ursprünglich das Wappen der Herren von Friedingen zu Friedingen und der Herren von Friedingen zu Krähen.
Gleichzeitig findet der Friedinger Löwe noch Verwendung in den Wappen von Mühlhausen, Mühlhausen-Ehingen und im Wappen von Böhringen.

## Kultur und Sehenswürdigkeiten

### Bauwerke

#### Burg Hohenfriedingen
Die Burg Hohenfriedingen ist eine Gipfelburg auf dem Friedinger Schlossberg und nimmt unter den Hegauburgen eine Sonderstellung, als einzige bewohnbare Burg im deutschen Teil des Hegaus, ein. Der Aufstieg wird durch einen fantastischen Weitblick in die Landschaft des Hegaus, des Bodensees und der Alpenkette belohnt.

#### Kirche St. Leodegar
Die Kirche St. Leodegar befindet sich am zentralen Platz, an dem sich auch das Rathaus befindet, im historisch gewachsenen Ortskern. Sie ist dem Leodegar von Autun geweiht. Die Kirche St. Leodegar, deren Turm Ende des 13. Jahrhunderts erbaut wurde, ist die älteste und gleichzeitig die einzige zweitürmige Kirche im heutigen Gebiet der Stadt Singen und in der Seelsorgeeinheit Mittlerer Hegau. Die 1982 erbaute Orgel befindet sich in einem historischen Gehäuse aus dem Jahr 1805.

#### Sebastianskapelle
Die Sebastianskapelle ist dem Heiligen Sebastian geweiht und steht an der Einmündung zur Schlossbergstraße, die zur Burg Hohenfriedingen führt, dem „alten Dorfplatz“, der dadurch etwas verengt ist. Die erkrankten aus dem Leprosenhaus kamen täglich zur Kapelle und bekamen dort ihr Essen.

#### Rathaus
Das Rathaus, gegenüber der Kirche am zentralen Dorfplatz, ist ein Neubau aus dem Jahre 1907 und war zuvor im „Alten Schulhaus“, das als Schul- und Rathaus genutzt wurde, untergebracht. Die Decke im Rathaussaal wurde mit vielen Wappen aus der ganzen Welt reich verziert. Bei der Renovierung 1966 verschwanden sie hinter der Attrappe einer Holzbalkendecke und sind heute leider nicht mehr zu sehen. Möglicherweise könnten durch die jüngsten Überlegungen des Ortschaftsrates, bezüglich einer Neugestaltung des Saales, diese Wappen wieder sichtbar gemacht werden, sofern diese noch vorhanden sind.
An Stelle des Rathauses standen zuvor ein Waaghäuschen und das Feuerwehrhaus. Ein Brandweiher, der durch eine Quelle gespeist wurde, befand sich auf der Fläche hinter dem heutigen Rathaus im Gewann Brunnenwies.

#### Schule
Das Schulgebäude ist ein Neubau aus dem Jahre 1914/1915. Die Schule war zuvor ebenfalls im „Alten Schulhaus“. 1960/61 erfolgte eine Erweiterung mit neuen Klassenzimmern und einer Pausenhalle, die mit einem bäuerlichen Lebensfries in Spitzmosaik von 17 m mal 3,5 m gestaltet wurde. Auch dieses Bild ist mittlerweile nicht mehr zu sehen.

### Sport
Sportliche Aktivitäten finden in Friedingen hauptsächlich auf dem Sportplatz und in der Schlossberghalle statt, die intensiv durch die örtlichen Vereine und verschiedene Schulen genutzt wird.
Wintersport wurde an den schattigen Nordhängen des Friedinger Schlossberges betrieben, wofür eigens ein Schlepplift aufgebaut wurde. Aufgrund nur weniger Schneetage der vergangenen Jahre, wurde dieser jedoch seit längerer Zeit nicht mehr aufgebaut.
Daneben befindet sich in Friedingen ein Schützenhaus, das etwas hinter einem Fichtenbestand versteckt, am westlichen Ortsrand, unweit der Schlossberghalle, zu finden.

### Veranstaltungen
Als Großveranstaltung sei das Narrentreffen zu nennen, das anlässlich des 75-jährigen Bestehens des Narrenvereins Kä-Stock, vom 26. bis 27. Februar 2011, gefeiert wurde.
Daneben gibt es in Friedingen über das Jahr verteilt alljährlich wiederkehrende Veranstaltungen, die zum Teil auf eine lange Tradition zurückblicken können. Aber auch neue Veranstaltungen bereichern das kulturelle Leben im Ort.
- Um den Dreikönigstag bildet die Theateraufführung der Laienspielgruppe des Turnvereins den Auftakt des neuen Veranstaltungsjahres. Auf Bodenseealemannisch, der Mundart, die in Friedingen gesprochen wird, wagt man sich beispielsweise auch an Bayerische Theaterstücke, übersetzt diese und bringt damit das Publikum in der ausverkauften Schossberghalle zum Lachen.
- Am Schmutzigen Dunnschdig wird das Rathaus gestürmt und traditionell der Narrenbaum durch den Narrenverein gestellt. In den darauffolgenden Tagen wird bis Aschermittwoch die Fasnacht gefeiert.
- Am 1. Mai, wenn die Sonne wieder hoch am Himmel steht und die Natur ergrünt, trifft man sich zum Maifest des Akkordeon-Orchesters auf dem Schulhof.
- Zu Christi Himmelfahrt, auch Vatertag, veranstaltet der Musikverein sein traditionelles Frühlingsfest, das seit 1956 regelmäßig an diesem Tag gefeiert wird.
- Das Maria-Hilfs-Fest der Pfarrgemeinde, das im Juni oder Juli begangen wird, hat seinen Ursprung in der Marienverehrung seit 1889, als eine geweihte Kopie des Gnadenbild Unserer Lieben Frau von der immerwährenden Hilfe in der Kirche aufgestellt wurde.
- Das Brunnenfest des Narrenvereins wird im Juli gefeiert und wurde anlässlich der Gestaltung des neuen „Narrenplatzes“ und der damit verbundenen Neuplatzierung des alten Narrenbrunnens 2010 erneut ins Leben gerufen. Der Narrenbrunnen wurde bereits 1961, aufgrund eines Narrentreffens, an anderer Stelle errichtet, als es andernorts noch nicht einmal einen Narrenverein gab. Der Brunnen zeigt den Wasserdrescher, eine Figur der Friedinger Fasnacht, inmitten einer wasserspeienden Gruppe von Fröschen aus dem Egelsee.

Einige Jahre zuvor, 1991, gab es ein Brunnenfest für den „Dorfbrunnen“, der damals auf dem neugestalteten Dorfplatz am Rathaus aufgestellt wurde. Dieses Fest wurde bereits nach einem Jahr wieder aufgegeben.
- Wenn sich im August oder September Traktorlegenden, beispielsweise der Marken Kramer, Fahr, Eicher, Lanz oder Hanomag, mit anderem Zubehör durch Friedingens alte Gassen bewegen und Geräte aus längst vergangenen Zeiten präsentiert werden, ist wieder Schautag der Schlepperfreunde, der, entweder im Farrenstall hinter dem Rathaus oder im Festzelt bei einer Scheune am Ortsausgang in Richtung Volkertshausen, abgehalten wird.
- Mit dem Dünnele-Fest des Musikvereins im September, hält langsam der Herbst Einzug in Friedingen. Mit frischen Dünnele und gutem Wein kann man es sich in der herbstlich dekorierten Schlossberghalle so richtig gut gehen lassen.

### Vereine und Organisationen

#### Sport
- Der mit Abstand größte Verein in Friedingen ist der Turnverein Friedingen 1905 e. V. Die über 700 Mitglieder Turnen, fahren Ski, spielen Tischtennis oder Theater, um nur einige Gruppen zu nennen.

- Der Sportschützenverein Friedingen e. V. 1961 feierte 2011 sein 50. Vereinsjubiläum. Scharf geschossen wird im eigens dafür errichteten Schützenhaus mit Vereinsgaststätte in der Nähe der Schlossberghalle.

#### Musik
- Der Musikverein Friedingen e. V., der 1898 gegründet wurde, ist der älteste Verein in Friedingen.
- Der Spielmanns- und Fanfarenzug des Turnvereins ist ebenfalls eine musizierende Gruppierung, die im Jahre 1922 gegründet wurde.
- Das Akkordeon-Orchester wurde 1952 gegründet.
- Der Kirchenchor singt mitunter bei besonderen Anlässen in der Kirche.

#### Fasnacht
Die Fasnacht hat in Friedingen eine lange Tradition, weshalb bereits 1936 der Narrenverein Kä-Stock gegründet wurde.
Alljährlich erscheint das Burggrafenpaar, um mit ihren Untertanen, den Wasserdrescher, Kienspanwieble, Kä-Stöcken und Burghexen, die Fasnacht zu feiern.
Der Legende nach soll es ein so genanntes Froschlehen gegeben haben, was besagt, dass die Friedinger an den Egelsee zu ziehen hatten, dort in das Wasser schlagen mussten, um so die lauten Frösche im See zur Ruhe zu bringen. Dabei erhellten die Frauen die dunkle Nacht mit ihren Kienspänen, die aus Kä-Stöcken gewonnen wurden. Heinrich von Friedingen aber, der Burgherr, der sich hinter den hohen Burgmauern sicher fühlte, saß auf seiner Burg und schlummerte. Währenddessen zogen dort oben die Burghexen durch die dunkle Nacht ihre Bahnen und trieben ihr Unwesen.

#### Alte Traditionen
Für den Erhalt und die Erinnerung an früherer Technik und alter Traditionen der Friedinger sorgen die Schlepperfreunde Friedingen e. V., die sich 2000 gegründet haben.

## Wirtschaft und Infrastruktur
Friedingen verfügt über Zweigstellen mehrerer Banken und über Lebensmittelgeschäfte, die den täglichen Bedarf an frischen Nahrungsmitteln decken. Der Bäcker befindet sich gleich um die Ecke. Fünf Gaststätten laden zur Einkehr und sorgen für kulinarische Abwechslung.

### Neubaugebiete

#### Kehlhofbreite Südost
Das Baugebiet „Kehlhofbreite Südost“ bietet neun Bauplätze auf 0,5 ha und wurde 2010 durch die Verlängerung von zwei bestehenden Straßen teilweise erschlossen. Im selben Jahr wurde mit dem Bau der ersten Häuser begonnen. Die dritte Erschließungsstraße kam noch nicht zur Ausführung, sie wird noch als Ziergarten genutzt.

#### Vor dem Dorf
Das Baugebiet „Vor dem Dorf“ ist etwa 5 ha groß und besteht aus drei Abschnitten, die nacheinander realisiert werden sollen. Das Gebiet, das einen Spielplatz vorsieht und sich großzügig durchgrünt zur freien Landschaft öffnet, liegt am endgültigen Ortsrand zum Egelsee. Es bietet einen fantastischen Blick auf den Friedinger Hausberg und den direkten Zugang in die Natur, wie beispielsweise zum Egelsee, zu Streuobstgärten und den Waldgebieten am Buchberg, die zur Naherholung einladen.
Dieses Gebiet sollte im ersten Anlauf bereits 1967 bebaut werden. Weitere Versuche, diese Flächen einer Bebauung zuzuführen, scheiterten ebenfalls. 2003 wurde ein Rahmenplan erstellt, der die Grundlage einer einheitlichen Gesamtlösung für dieses Gebiet darstellt.
Der Name „Vor dem Dorf“ täuscht etwas, da dieses Gebiet doch relativ zentral liegt. Er entstand wohl in einer Zeit, als diese Felder tatsächlich noch vor den Toren Friedingens lagen. Allerdings wuchs der Ort schon vor dem Ersten Weltkrieg in diese Richtung, so dass dieses Gebiet mittlerweile seit Jahrzehnten von drei Seiten umbaut ist und sich eigentlich nicht mehr vor dem Dorf befindet.

##### Vor dem Dorf I
Seit Anfang Dezember 2013, zuletzt 2009 durch Bernd Häusler verhindert, wurde der erste Abschnitt „Vor dem Dorf Teil 1“ mit 2,2 ha erschlossen.
Am 31. März 2014 begann die Vermarktung der 15 städtischen Bauplätze von insgesamt 21 Bauplätzen, von denen nach drei Tagen nur noch zwei übrig waren.

#### Unterm Berg
Das Baugebiet „Unterm Berg“ bietet acht Bauplätze mit 28 Wohneinheiten auf 0,5 ha, wurde 2017 beschlossen und durch die Bebauung einer bereits seit Jahrzehnten bestehenden Straßen erschlossen. Es wurde bisher lediglich ein Haus gebaut. Die restlichen sieben Grundstücke liegen seit Jahren brach, obwohl sie innerhalb von zwei Jahren bebaut werden sollten und in Deutschland und in Friedingen seit Jahrzehnten ein Mangel an Bauland herrscht. Auch von Seiten der Stadt Singen werden diese Grundstücke kurioserweise nicht vermarktet. Scheinbar ist Friedingen nicht in der Lage, richtige Neubaugebiete zu erschließen. Stattdessen wird ein Wohngebiet, das vor ca. 60 Jahren bereits erschlossen wurde, noch vom Neubaugebiet geredet.

### Verkehr

#### Öffentlicher Verkehr
Friedingen hat über die Linie 7364, Singen – Stockach, eine gute Busverbindung zur Kernstadt Singen, die in nur 4 km Entfernung auch mit dem Fahrrad gut zu erreichen ist und ihrerseits über ein großes Angebot an Einzelhandel verfügt. Der Friedinger Ortsteil Neuhaus liegt an der Busverbindungslinie 7363 von Singen nach Steißlingen und hat keine direkte Busverbindung nach Friedingen.
Zwischen Hausen an der Aach und Friedingen pendelt ein Schulbus, der die Schüler des Nachbarortes nach Friedingen zur Schule und wieder zurück bringt.

#### Autoverkehr
Friedingen ist mit dem Auto über fünf Zufahrtsstraßen erreichbar.
Die Landstraße 189, von Aach nach Singen, führt mitten durch den Ort und teilt Friedingen in eine östliche und eine westliche Hälfte. Über die Kreisstraße 6123, von Hausen an der Aach kommend, passiert man zwei im Jahr 2007 begonnene Brücken, deren dazugehörige Straße erst 2011 fertiggestellt wurden. Eine ehemalige Landstraße, die in Richtung Radolfzell führt, stellt die Verbindung zur K 6164 und zur B 34 her. Seit der Fertigstellung der „Mittelspange – Nord“, der Straßenverbindung zwischen der B 34 und den südlich der Bahnlinie gelegenen Singener Industriegebieten, im Jahr 2013 werden diese von Friedingen aus besser erreichbar.
Besonders zu Stoßzeiten nimmt der Durchgangsverkehr stark zu, der nicht nur aus den nördlich gelegenen Gemeinden nach Singen pendelt, sondern auch zwischen Singen und Radolfzell, da diese Straßenverbindung für viele Bewohner der Singener Nordstadt eine schnellere Alternative darstellt. Diese Verkehrsbelastung wurde schon früh erkannt und deshalb die Planung für den Bau einer Umgehungsstraße vorangetrieben. Jedoch formierten sich Gegner, die sich von den LKWs und PKWs im Ort nicht trennen wollten, und die Straße wurde nie gebaut.

#### Unmotorisierter Verkehr
Fahrradfahrer und Wanderer können Friedingen über den Europäischen Fernwanderweg 1, Querweg Freiburg-Bodensee und ein Netz an Rad- und Wanderwegen erreichen.

### Bildung
In Friedingen gibt es eine Grundschule und, ab 1937, einen Kindergarten, der seit 2009 über eine Zweigstelle in Hausen an der Aach verfügt.

## Persönlichkeiten

### Ehrenbürger
- Gustav Graf (1870–1950), Verfasser des Buches: Friedingen, Amt Konstanz, Aus der Geschichte eines Hegaudorfes, Verlag der Gemeinde Friedingen, Druck der Konkordia A.G., Bühl (Baden) 1911.

### Söhne und Töchter
- Hermann von Friedingen, war Domherr in Konstanz und von 1183 bis 1189 Bischof von Konstanz.
- Ulrich von Friedingen, war Domherr in Freising und von 1356 bis 1357 Bischof von Konstanz.
- Rudolf von Friedingen, auch Rudolf XIV. von Friedingen († 1. April 1537 in Altshausen), war Landkomtur der Ballei Elsass-Burgund.
- Johann von Friedingen, auch Johann VIII. von Friedingen oder Johannes von Friedingen, war der letzte Abt von Bebenhausen vor der Reformation.[31]

### Bekannte Bürger
- Barbara von Haeften (1908–2006), Witwe des Hans Bernd von Haeften, der am Attentat auf Hitler beteiligt war.
- Melitta Berg (* 1939), Schlagersängerin
- Günter Neurohr (1935–2011), Oberbürgermeister von Radolfzell (1976–2000)